# Нгаді-Чулі
Нгаді Чулі (Дунапурна, Пік 29, Дакура, Дакум) (7871 м) — найвищий пік в хребті Мансірі Хима (Манаслу Хима), також відомий, як масив Гуркха в Непалі. Розташована між Манаслу і Гімалчулі.
Незважаючи на те, що, Нгаді Чулі є 20-ю по висоті вершиною світу, доведено підкорена вона всього один раз. Можливе першосходження відбулося в 1970 році. Хіросі Ватанабе і шерп Лхакса Церінг, учасники японської експедиції, які піднялися по східному ребру і стіні. Вони залишили табір V на висоті 7500 м і пішли на штурм. Недалеко від вершини вони зникли з виду на 2:00. Побачили їх вже тоді, коли вони падали по льодовій стіні. Більш пізня японська експедиція розшукала їхні тіла, плівка виявилася засвіченою, і достатніх доказів підкорення знайдено не було. Потім японці зробили ще кілька невдалих спроб.
Перше підтверджене сходження в 1979 р. (і остання спроба у 2005 р.) було здійснене поляками Ришардом Гаєвським та Мацеєм Павліковським із заходу.

## Історія сходжень
- 1961 Перша розвідка вершини японцями.
- 1969 Під час третьої спроби японцями досягнута висота 7350 м.
- 1970 Непідтверджене першосходження зі сходу.
- 1978 Три альпіністи загинули під час сьомої японської спроби.
- 1979 Перше підтверджене сходження польської експедицією.

## Ресурси Інтернету
- Нгаді Чулі на peakware.com